# Scottish League Two 2021/22
Die Scottish League Two wurde 2021/22 zum 9. Mal als vierthöchste Fußball-Spielklasse der Herren in Schottland ausgetragen. Die Liga wurde offiziell als cinch League Two ausgetragen und war nach der Premiership, Championship und League One eine der vier Ligen in der 2013 gegründeten Scottish Professional Football League. Gefolgt wurde die League Two von den regionalen Ligen, der Highland und Lowland Football League.
Die Saison wurde von der Scottish Professional Football League geleitet und ausgetragen und begann am 31. Juli 2021. Die Spielzeit endete mit dem 36. Spieltag am 30. April 2022.
In der Saison 2021/22 traten zehn Klubs in insgesamt 36 Spieltagen gegeneinander an. Jedes Team spielte jeweils zweimal zu Hause und auswärts gegen jedes andere Team.
Kelty Hearts wurde bereits am 31. Spieltag Meister und stieg in die League One auf. Forfar Athletic, Annan Athletic und Edinburgh City spielten in den Aufstieg-Play-offs in der sich Edinburgh durchsetzte und auch in die League One aufstieg. Der FC Cowdenbeath stieg nach der Abstiegs-Relegation gegen Bonnyrigg Rose Athletic ab.

## Vereine
| Verein           | Stadt         | Stadion            | Kapazität |
| ---------------- | ------------- | ------------------ | --------- |
| Albion Rovers    | Coatbridge    | Cliftonhill        | 1.238     |
| Annan Athletic   | Annan         | Galabank           | 2.504     |
| FC Cowdenbeath   | Cowdenbeath   | Central Park       | 4.309     |
| Edinburgh City   | Edinburgh     | Meadowbank Stadium | 0500      |
| Elgin City       | Elgin         | Borough Briggs     | 4.520     |
| Forfar Athletic  | Forfar        | Station Park       | 6.777     |
| Kelty Hearts     | Kelty         | New Central Park   | 2.181     |
| FC Stenhousemuir | Stenhousemuir | Ochilview Park     | 3.746     |
| Stirling Albion  | Stirling      | Forthbank Stadium  | 3.808     |
| FC Stranraer     | Stranraer     | Stair Park         | 4.178     |

## Abschlusstabelle
| Pl. | Verein              | Sp. | S  | U  | N  | Tore    | Diff. | Punkte |
| --- | ------------------- | --- | -- | -- | -- | ------- | ----- | ------ |
| 1.  | Kelty Hearts (N)    | 36  | 24 | 9  | 3  | 068:280 | +40   | 81     |
| 2.  | Forfar Athletic (A) | 36  | 16 | 12 | 8  | 057:360 | +21   | 60     |
| 3.  | Annan Athletic      | 36  | 18 | 5  | 13 | 064:510 | +13   | 59     |
| 4.  | Edinburgh City      | 36  | 14 | 10 | 12 | 043:490 | −6    | 52     |
| 5.  | FC Stenhousemuir    | 36  | 13 | 10 | 13 | 047:460 | +1    | 49     |
| 6.  | FC Stranraer        | 36  | 13 | 8  | 15 | 050:530 | −3    | 47     |
| 7.  | Stirling Albion     | 36  | 11 | 9  | 16 | 041:460 | −5    | 42     |
| 8.  | Albion Rovers       | 36  | 10 | 9  | 17 | 037:580 | −21   | 39     |
| 9.  | Elgin City          | 36  | 9  | 10 | 17 | 033:510 | −18   | 37     |
| 10. | FC Cowdenbeath      | 36  | 7  | 8  | 21 | 028:490 | −21   | 29     |

Platzierungskriterien: 1. Punkte – 2. Tordifferenz – 3. geschossene Tore

| Zum Saisonende 2021/22: |                                               |
| Meister und Aufsteiger in die Scottish League One 2022/23 Teilnahme an den Aufstieg-Play-offs Teilnahme an der Abstiegs-Relegation |                                               |
| |                                               |
| Zum Saisonende 2020/21 |                                               |
| (A) | Absteiger aus der Scottish League One 2020/21 |
| (N) | Aufsteiger aus der Lowland Football League    |

## Relegation
Teilnehmer an den Relegationsspielen sind der Zehntplatzierte der diesjährigen League Two sowie die beiden Meister aus der Highland- und Lowland Football League. Der Sieger der ersten Runde spielt in der zweiten Runde gegen den League-Two-Verein um einen Platz für die folgende Saison 2022/23.
Erste Runde
Die Spiele wurden am 23. und 30. April 2022 ausgetragen.
|                         | Gesamt |                | Hinspiel | Rückspiel |
| ----------------------- | ------ | -------------- | -------- | --------- |
| Bonnyrigg Rose Athletic | 3:2    | FC Fraserburgh | 3:1      | 0:1       |

Zweite Runde
Die Spiele wurden am 7. und 14. Mai 2022 ausgetragen.
|                         | Gesamt |                | Hinspiel | Rückspiel |
| ----------------------- | ------ | -------------- | -------- | --------- |
| Bonnyrigg Rose Athletic | 4:0    | FC Cowdenbeath | 3:0      | 1:0       |